# Julia Bobrow
Julia Bobrow (São Paulo, 10 de outubro de 1985) é uma atriz brasileira, formada em Artes Cênicas pelo Teatro-Escola Celia Helena, em 2004.

## Biografia
De ascendência judaico-bielorrussa, filha de artista visual e empresário, teve sua educação e formação humanista, frequentando, desde cedo, aulas de ballet, pintura e teatro, caminho o qual, mais tarde, a levaria a se formar em Artes Cênicas pela Teatro-Escola Celia Helena (2004). Em 2017, casou-se com o jornalista Fabio Vanzo.
No teatro trabalhou com importantes nomes como: Ivam Cabral, Rodolfo García Vázquez, Nelson Baskerville, João Fábio Cabral, Plínio Soares, Patrícia Gasppar, Rafael Masini, Paulinho Faria e Ruy Cortês.
Como atriz, desde 2009, faz parte do elenco principal da Companhia de Teatro Os Satyros, tendo participado dos premiados trabalhos: Liz (2009), Roberto Zucco (2009), Cabaret Stravaganza (2012), Pessoas Perfeitas (2014), Cabaret Fucô (2018), O Incrível Mundo dos Baldios (2018) e Mississipi (2019).
Julia é ativista, tendo empreendido reconhecidos trabalhos em defesa dos animais. E neste viés escreveu o livro Desistir Nunca Foi Uma Opção (2013) em coautoria com Daniel Guth, pela Editora Original.

## Carreira

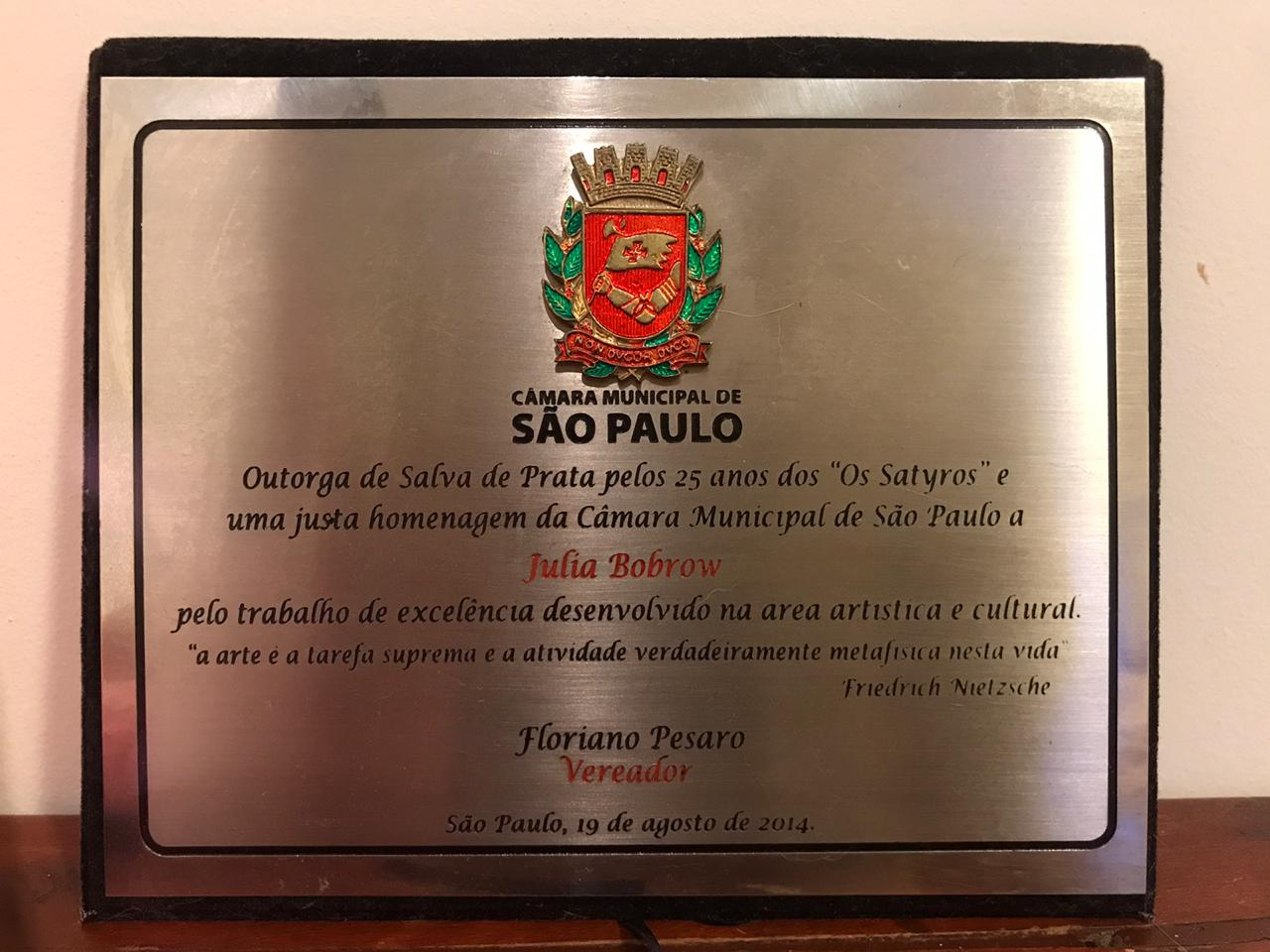
Julia Bobrow é homenageada na Câmara Municipal de São Paulo (2014)

Iniciou sua carreira com a Cisne Negro Companhia de Dança, sob direção da bailarina e coreógrafa Hulda Bittencourt, participou dos ballets Dom Quixote, em 1994, e O Quebra Nozes, em duas montagens, em  1995 e 1998.
Durante sua formação no Curso Profissionalizante Célia Helena, participou das seguintes montagens: As Bruxas de Salém, de Arthur Miller, com direção de Plínio Soares; Enquanto isso no teatro... , adaptação dos textos Doce Deleite e Uma Peça Por Outra, de Alcione Araújo, dirigida por Patrícia Gasppar e O Telescópio, de Jorge Andrade, direção de Rafael Masini.
Estudou com Ignácio Coqueiro, no curso de interpretação para TV (2005); com Eduardo Chagas, curso de mímica e expressividade corporal (2007) e com Alberto Guzik, dramaturgia da cena (2008).
Entre 2008 e 2009, em Nova York, Bobrow dedicou-se a uma imersiva pesquisa da obra de Tennessee Williams, e logo após seu retorno ao Brasil passa a integrar a Companhia de Teatro Os Satyros como uma das principais protagonistas do grupo.

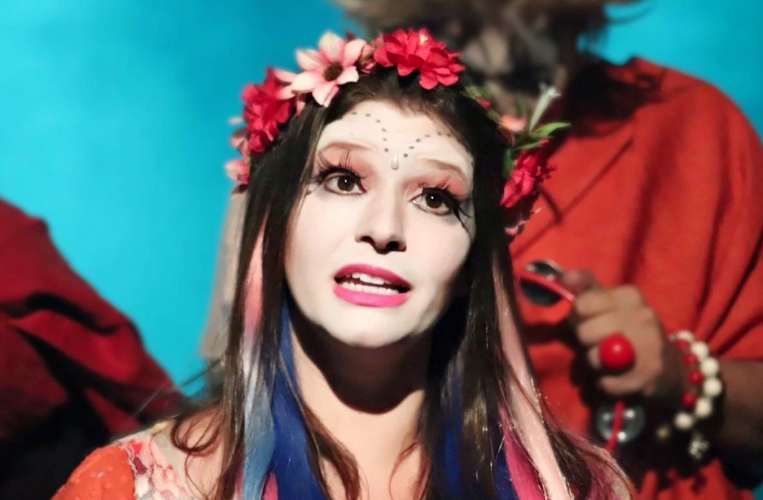
Julia Bobrow em Pessoas Perfeitas (2014)

Em 2014, dirigida por Rodolfo García Vázquez, juntamente com seus companheiros de elenco, recebe o o Troféu APCA, Associação Paulista dos Críticos de Arte, de melhor espetáculo por Pessoas Perfeitas. Neste mesmo ano, pela comemoração dos 25 anos do grupo Os Satyros, recebeu a Salva de Prata na Câmara Municipal de Sao Paulo.
Em 2015, ao lado de Maria Fernanda Cândido, Bárbara Paz, Leona Cavalli e Luana Piovani, foi uma das apresentadoras do Prêmio APCA, no Teatro Paulo Autran, em São Paulo.
Em 2017, por seu trabalho em Pessoas Brutas foi indicada ao Prêmio Arcanjo de Cultura, na categoria Melhor Atriz Coadjuvante. Por sua interpretação em Mississipi, com o grupo Os Satyros, foi reconhecida como "50 melhores atores e atrizes do teatro em 2019".

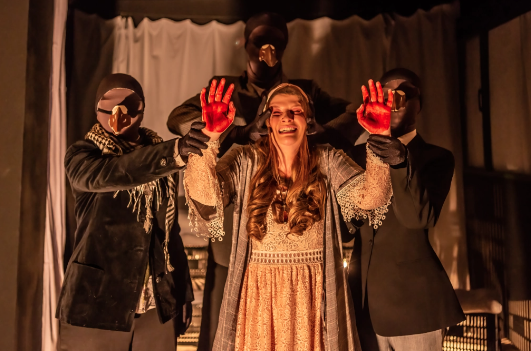
Julia Bobrow em Os Condenados (2022)

Na televisão, atuou na minissérie Além do Horizonte (20099 e no programa Terradois (2017), de Jorge Forbes, ambos da TV Cultura. No cinema, Julia Bobrow participou das produções dos filmes Fique (2019), de Gabriel Alvim; Hipóteses para o Amor e a Verdade (2014) e A Filosofia na Alcova (2017), ambos dirigidos por Ivam Cabral e Rodolfo García Vázquez.
Em 2010 protagonizou o videoclipe Eu não gosto mais de você, de Luiz Thunderbird.

## Teatro[26]
| Ano  | Trabalho                                                  | Texto                                                | Idealização                          | Realização |
| ---- | --------------------------------------------------------- | ---------------------------------------------------- | ------------------------------------ | ---------- |
| 2024 | A Casa de Bernarda Alba                                   | Federico García Lorca                                | Ivam Cabral e Rodolfo García Vázquez | Os Satyros |
| 2023 | As Bruxas de Salém                                        | Arthur Miller                                        | Ivam Cabral e Rodolfo García Vázquez | Os Satyros |
| 2022 | Os Condenados                                             | Ivam Cabral e Rodolfo García Vázquez                 | Ivam Cabral e Rodolfo García Vázquez | Os Satyros |
| 2022 | Toshanisha: The New Normals                               | Ivam Cabral e Rodolfo García Vázquez                 | Ivam Cabral e Rodolfo García Vázquez | Os Satyros |
| 2021 | As Mariposas                                              | Ivam Cabral e Rodolfo García Vázquez                 | Ivam Cabral e Rodolfo García Vázquez | Os Satyros |
| 2020 | A Arte de Encarar o Medo                                  | Ivam Cabral e Rodolfo García Vázquez                 | Ivam Cabral e Rodolfo García Vázquez | Os Satyros |
| 2019 | Mississipi                                                | Ivam Cabral e Rodolfo García Vázquez                 | Ivam Cabral e Rodolfo García Vázquez | Os Satyros |
| 2018 | O Incrível Mundo dos Baldios                              | Ivam Cabral e Rodolfo García Vázquez                 | Ivam Cabral e Rodolfo García Vázquez | Os Satyros |
| 2017 | Pessoas Brutas                                            | Ivam Cabral e Rodolfo García Vázquez                 | Ivam Cabral e Rodolfo García Vázquez | Os Satyros |
| 2016 | Cabaret Fucô                                              | Ivam Cabral e Rodolfo García Vázquez                 | Ivam Cabral e Rodolfo García Vázquez | Os Satyros |
| 2014 | Pessoas Perfeitas                                         | Ivam Cabral e Rodolfo García Vázquez                 | Ivam Cabral e Rodolfo García Vázquez | Os Satyros |
| 2014 | Não Fornicarás - E Se Fez A Humanidade Ciborgue em 7 dias | Ivam Cabral, Rodolfo García Vázquez e Rosana Hermann | Ivam Cabral e Rodolfo García Vázquez | Os Satyros |
| 2011 | Cabaret Stravaganza                                       | Maria Shu                                            | Ivam Cabral e Rodolfo García Vázquez | Os Satyros |
| 2010 | Roberto Zucco                                             | Bernard-Marie Koltès                                 | Ivam Cabral e Rodolfo García Vázquez | Os Satyros |
| 2008 | Liz                                                       | Reinaldo Montero                                     | Ivam Cabral e Rodolfo García Vázquez | Os Satyros |
| 2008 | Aguardo Notícias da Polônia                               | João Fabio Cabral                                    | João Fabio Cabral                    |            |
| 2007 | Rosa de Vidro                                             | Tennessee Williams                                   | Ruy Cortês                           |            |

## Audiovisual
| Ano  | Título                            | Natureza       | Papel    | REALIZAÇÃO |
| ---- | --------------------------------- | -------------- | -------- | ---------- |
| 2017 | Terradois                         | Série          | Barbara  | TV Cultura |
| 2017 | A Filosofia na Alcova             | Longa-metragem |          | Os Satyros |
| 2014 | Hipóteses para o Amor e a Verdade | Longa-metragem |          | Os Satyros |
| 2009 | Além do Horizonte                 | Minissérie     | Espoleta | TV Cultura |

## Prêmios e Indicações
| Ano  | Premiação                 | Instituição                              | Categoria                 | Trabalho                             | Resultado |
| ---- | ------------------------- | ---------------------------------------- | ------------------------- | ------------------------------------ | --------- |
| 2019 | Prêmio Arcanjo de Cultura | Blog do Arcanjo                          | Melhor Atriz Coadjuvante  | Mississipi                           | Indicada  |
| 2017 | Prêmio Arcanjo de Cultura | Blog do Arcanjo                          | Melhor Atriz Coadjuvante  | Pessoas Brutas                       | Indicada  |
| 2014 | Prêmio APCA               | Associação Paulista dos Críticos de Arte | Melhor Espetáculo         | Pessoas Perfeitas                    | Venceu    |
| 2014 | Salva de Prata            | Câmara Municipal de São Paulo            | Homenagem                 | 25 anos da Cia. de Teatro Os Satyros | Venceu    |
| 2007 | Terras de Cabral          | Ivam Cabral                              | Atriz Revelação em Teatro | Rosa de Vidro                        | Venceu    |